# Strada statale 96 (Polonia)
La strada statale 96 (sigla DK 96, in polacco droga krajowa 96) è una strada statale polacca che attraversa la città di Łysomice.